# Cameron Bowen
Cameron Bowen (Columbus, 13 settembre 1988) è un attore statunitense.

## Filmografia

### Cinema
- Mystic River, regia di Clint Eastwood (2003)
- Seabiscuit - Un mito senza tempo (Seabiscuit), regia di Gary Ross (2003)
- Una famiglia in ostaggio (Dynamite), regia di Walter Baltzer (2004)
- Wristcutters - Una storia d'amore (Wristcutters: A Love Story), regia di Goran Dukic (2006)
- Death Factory, regia di Steven Judd (2014)
- Headgame, regia di Steven Judd (2018)
- Army of One, regia di Stephen Durham (2018)

### Televisione
- Flowers for Algernon, regia di Jeff Bleckner (2000)
- Any Tom, Dick, or Harry, regia di Hadley Klein (2015)

### Serie TV
- Law & Order - I due volti della giustizia (Law & Order) – serie TV, episodi 7x1-9x23-9x24 (1996-1999)
- A Little Curious – serie TV, episodi 1x36 (2000)
- Squadra emergenza (Third Watch) – serie TV, episodi 1x12 (2000)
- Il tocco di un angelo (Touched by an Angel) – serie TV, episodi 7x24-7x25 (2001)
- The Education of Max Bickford – serie TV, episodi 1x6 (2001)
- Frasier – serie TV, episodi 9x19 (2002)
- E.R. - Medici in prima linea (ER) – serie TV, episodi 9x12 (2003)
- American Dreams – serie TV, episodi 1x4-1x6-1x14 (2002-2003)
- The Tracy Morgan Show – serie TV, episodi 1x6 (2004)
- Giudice Amy (Judging Amy) – serie TV, episodi 5x23 (2004)
- Oliver Beene – serie TV, episodi 2x8 (2004)
- Malcolm (Malcolm in the Middle) – serie TV, episodi 6x13 (2005)
- Criminal Intent (Law & Order: Criminal Intent) – serie TV, episodi 7x2 (2007)
- Famous in Love – serie TV, episodi 1x9 (2017)

## Riconoscimenti
- Young Artist Awards 2005 Miglior performance in una serie televisiva (Commedia o drammatica) – Giovane attore Guest Star Giudice Amy (Judging Amy)